# Willis Franklin Jefcoat
Willis Franklin Jefcoat  (3 septembre 1908-4 novembre 2001) est un homme politique canadien de la Colombie-Britannique. Il est député provincial créditiste de la circonscription britanno-colombienne de Salmon Arm de 1961 à 1966 et de Shuswap de 1966 à 1972.